# Herb Williams
Herbert L. Williams, detto Herb (Columbus, 16 febbraio 1958), è un ex cestista e allenatore di pallacanestro statunitense, professionista nella NBA.

## Carriera
È stato selezionato dagli Indiana Pacers al primo giro del Draft NBA 1981 (14ª scelta assoluta).

## Statistiche

### College
| Anno      | Squadra             | PG  | PT  | MP   | TC%  | 3P% | TL%  | RP   | AP  | PRP | SP  | PP   |
| --------- | ------------------- | --- | --- | ---- | ---- | --- | ---- | ---- | --- | --- | --- | ---- |
| 1977-1978 | Ohio State Buckeyes | 27  | 27  | 36,7 | 48,2 | -   | 65,9 | 11,4 | 1,2 | 0,6 | 2,9 | 16,7 |
| 1978-1979 | Ohio State Buckeyes | 31  | 31  | 39,1 | 52,4 | -   | 66,9 | 10,5 | 0,9 | 0,9 | 2,6 | 19,9 |
| 1979-1980 | Ohio State Buckeyes | 29  | 27  | 36,9 | 49,6 | -   | 66,0 | 9,1  | 0,7 | 0,8 | 3,2 | 17,6 |
| 1980-1981 | Ohio State Buckeyes | 27  | 27  | 37,8 | 48,6 | -   | 68,8 | 8,0  | 0,8 | 0,3 | 2,9 | 16,0 |
| Carriera  | Carriera            | 114 | 112 | 37,7 | 49,9 | -   | 66,9 | 9,7  | 0,9 | 0,6 | 2,9 | 17,6 |

### NBA

#### Regular Season
| Anno      | Squadra          | PG    | PT  | MP   | TC%  | 3P%  | TL%  | RP  | AP  | PRP | SP  | PP   |
| --------- | ---------------- | ----- | --- | ---- | ---- | ---- | ---- | --- | --- | --- | --- | ---- |
| 1981-1982 | Indiana Pacers   | 82    | 75  | 27,8 | 47,7 | 28,6 | 67,0 | 7,4 | 1,7 | 0,6 | 2,2 | 11,5 |
| 1982-1983 | Indiana Pacers   | 78    | 74  | 32,2 | 49,9 | 0,0  | 70,5 | 7,5 | 3,4 | 0,7 | 2,2 | 16,9 |
| 1983-1984 | Indiana Pacers   | 69    | 53  | 33,0 | 47,8 | 0,0  | 70,2 | 8,0 | 3,1 | 0,9 | 1,6 | 14,9 |
| 1984-1985 | Indiana Pacers   | 75    | 70  | 34,1 | 47,5 | 11,1 | 65,7 | 8,5 | 3,4 | 0,7 | 1,8 | 18,3 |
| 1985-1986 | Indiana Pacers   | 78    | 74  | 35,5 | 49,2 | 8,3  | 73,0 | 9,1 | 2,2 | 0,6 | 2,4 | 19,9 |
| 1986-1987 | Indiana Pacers   | 74    | 67  | 34,1 | 48,0 | 0,0  | 74,0 | 7,3 | 2,4 | 0,8 | 1,3 | 14,9 |
| 1987-1988 | Indiana Pacers   | 75    | 37  | 26,2 | 42,5 | 0,0  | 73,7 | 6,3 | 1,3 | 0,5 | 1,9 | 10,0 |
| 1988-1989 | Indiana Pacers   | 46    | 46  | 34,1 | 45,0 | 0,0  | 71,4 | 8,6 | 1,9 | 0,7 | 1,7 | 12,6 |
| 1988-1989 | Dallas Mavericks | 30    | 20  | 30,1 | 39,6 | 0,0  | 63,2 | 6,6 | 1,2 | 0,5 | 1,8 | 6,6  |
| 1989-1990 | Dallas Mavericks | 81    | 19  | 27,1 | 44,4 | 22,2 | 67,9 | 4,8 | 1,5 | 0,6 | 1,3 | 8,6  |
| 1990-1991 | Dallas Mavericks | 60    | 36  | 30,5 | 50,7 | 0,0  | 63,8 | 6,0 | 1,6 | 0,5 | 1,5 | 12,5 |
| 1991-1992 | Dallas Mavericks | 75    | 26  | 27,2 | 43,1 | 16,7 | 72,5 | 6,1 | 1,3 | 0,5 | 1,3 | 11,5 |
| 1992-1993 | N.Y. Knicks      | 55    | 0   | 10,4 | 41,1 | -    | 66,7 | 2,7 | 0,3 | 0,4 | 0,5 | 2,9  |
| 1993-1994 | N.Y. Knicks      | 70    | 3   | 11,1 | 44,2 | 0,0  | 64,3 | 2,6 | 0,4 | 0,3 | 0,6 | 3,3  |
| 1994-1995 | N.Y. Knicks      | 56    | 3   | 13,3 | 45,6 | -    | 62,2 | 2,4 | 0,5 | 0,2 | 0,8 | 3,3  |
| 1995-1996 | Toronto Raptors  | 1     | 0   | 31,0 | 37,5 | -    | -    | 8,0 | 0,0 | 1,0 | 2,0 | 6,0  |
| 1995-1996 | N.Y. Knicks      | 43    | 2   | 12,6 | 41,0 | 25,0 | 65,0 | 1,9 | 0,6 | 0,3 | 0,7 | 3,1  |
| 1996-1997 | N.Y. Knicks      | 21    | 2   | 8,8  | 39,1 | 0,0  | 75,0 | 1,5 | 0,2 | 0,2 | 0,2 | 1,9  |
| 1997-1998 | N.Y. Knicks      | 27    | 0   | 6,6  | 41,9 | -    | 12,5 | 1,1 | 0,1 | 0,2 | 0,3 | 1,4  |
| 1998-1999 | N.Y. Knicks      | 6     | 0   | 5,7  | 50,0 | -    | 100  | 1,0 | 0,0 | 0,0 | 0,3 | 1,7  |
| Carriera  | Carriera         | 1.102 | 607 | 25,8 | 46,7 | 9,5  | 69,6 | 5,9 | 1,7 | 0,5 | 1,5 | 10,8 |

#### Playoffs
| Anno     | Squadra          | PG | PT | MP   | TC%  | 3P% | TL%  | RP  | AP  | PRP | SP  | PP   |
| -------- | ---------------- | -- | -- | ---- | ---- | --- | ---- | --- | --- | --- | --- | ---- |
| 1987     | Indiana Pacers   | 4  | 4  | 33,5 | 58,8 | -   | 53,8 | 5,0 | 1,8 | 0,0 | 0,3 | 11,8 |
| 1990     | Dallas Mavericks | 3  | 0  | 27,0 | 60,9 | -   | 81,3 | 4,3 | 1,7 | 0,3 | 0,7 | 13,7 |
| 1993     | N.Y. Knicks      | 7  | 0  | 9,9  | 35,7 | -   | 100  | 2,0 | 0,3 | 0,1 | 0,6 | 2,0  |
| 1994     | N.Y. Knicks      | 19 | 0  | 6,7  | 41,9 | -   | 66,7 | 1,1 | 0,2 | 0,2 | 0,6 | 1,5  |
| 1995     | N.Y. Knicks      | 8  | 0  | 6,9  | 23,1 | -   | 100  | 0,9 | 0,0 | 0,6 | 0,6 | 1,0  |
| 1996     | N.Y. Knicks      | 5  | 0  | 6,6  | 60,0 | -   | 75,0 | 0,0 | 0,0 | 0,0 | 0,4 | 1,8  |
| 1997     | N.Y. Knicks      | 3  | 0  | 7,7  | 40,0 | -   | -    | 0,3 | 0,0 | 0,0 | 0,0 | 1,3  |
| 1999     | N.Y. Knicks      | 8  | 0  | 2,0  | 20,0 | -   | -    | 0,4 | 0,0 | 0,0 | 0,0 | 0,3  |
| Carriera | Carriera         | 57 | 4  | 9,4  | 46,9 | -   | 73,8 | 1,4 | 0,3 | 0,2 | 0,4 | 2,7  |

## Palmarès
- NCAA AP All-America Third Team (1980)
- Trentaquattresimo miglior stoppatore di sempre NBA